# Port lotniczy Dźoszohor
Port lotniczy Dźoszohor (IATA: JSR, ICAO: VGJR) – port lotniczy położony w mieście Dźoszohor, w Bangladeszu.

## Linie lotnicze i połączenia
| Linia Lotnicza            | Kierunek                             |
| ------------------------- | ------------------------------------ |
| Biman Bangladesh Airlines | 1. Ćottogram 2. Dhaka                |
| Novoair                   | 1. Cox’s Bazar 2. Dhaka              |
| US-Bangla Airlines        | 1. Ćottogram 2. Cox’s Bazar 3. Dhaka |